# David Castañeda
David Castañeda (Los Angeles, 24 ottobre 1989) è un attore statunitense con cittadinanza messicana, noto per il ruolo di Diego Hargreeves nella serie di Netflix The Umbrella Academy.

## Biografia
David è nato a Los Angeles, ma è cresciuto a Sinaloa, in Messico. Ritornò negli Stati Uniti dove frequentò la scuola superiore quando aveva 14 anni. David inizialmente studiò ingegneria civile all'università con l'intenzione di rilevare l'attività di famiglia dopo aver terminato gli studi. Tuttavia, si interessò alla regia cinematografica. Studiò all'Università della California, Fullerton a partire dal 2007 e, iscritto come studente part-time, si laureò nel 2015.
David è stato coinvolto nella recitazione da quando aveva 17 anni, ma si è limitato a recitare più sul serio dopo essersi offerto volontario per un ruolo quando un regista ha chiesto agli attori di partecipare al suo film durante un seminario durante l'università. Ha recitato in ruoli minori in diverse produzioni, come End of Watch - Tolleranza zero, ed ha anche recitato come protagonista in un cortometraggio Maddoggin, che ha vinto il premio del pubblico all'NBC Universal Short Cut Film Festival. Verso la fine del 2016, è stato scelto nel ruolo di Hector nel film Soldado, distribuito nel 2018.
Nel 2017, è stato scelto per interpretare Diego Hargreeves/Numero 2 in The Umbrella Academy, pubblicato su Netflix nel febbraio 2019.

### Vita Privata
Dal 2019 è impegnato sentimentalmente con Ritu Arya, conosciuta sul set di The Umbrella Academy.

## Filmografia

### Attore

#### Cinema
- Drive-By Chronicles: Sidewayz, regia di Kenneth Castillo (2009)
- End of Watch - Tolleranza zero (End of Watch), regia di David Ayer (2012)
- Scherzi della natura (Freak of Nature), regia di Robbie Pickering (2015)
- Love Sanchez, regia di Erik Hudson (2016)
- The Ascent, regia di Thomas Murtagh (2017)
- Soldado, regia di Stefano Sollima (2018)
- El Chicano, regia di Ben Hernandez Bray (2018)
- We Die Young, regia di Lior Geller (2019)
- The Tax Collector - Sangue chiama sangue (The Tax Collector), regia di David Ayer (2020)
- Ballerina, regia di Len Wiseman (2025)

#### Televisione
- Lie to Me – serie TV, 1 episodio (2009)
- Southland – serie TV, 2 episodi (2009-2012)
- Switched at Birth - Al posto tuo (Switched at Birth) – serie TV, 7 episodi (2014)
- Jane the Virgin – serie TV, 3 episodi (2014-2015)
- Bound & Babysitting, regia di Savage Steve Holland – film TV (2015)
- The Player – serie TV, 1 episodio (2015)
- Blindspot – serie TV, 1 episodio (2016)
- The Umbrella Academy – serie TV (2019-2024)

### Doppiatore
- The Guilty, regia di Antoine Fuqua (2021)

## Doppiatori italiani
Nelle versioni in italiano delle opere in cui ha recitato, David Castañeda è stato doppiato da:
- Flavio Aquilone in Soldado
- Maurizio Merluzzo in The Umbrella Academy
- Andrea Ward in We Die Young
- Manuel Meli in Ballerina

Da doppiatore è sostituito da:
- Giacomo Doni in The Guilty